# Sistema de antígenos MNS

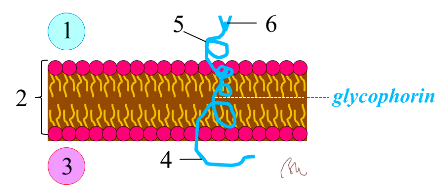
Glicoforina tipo, la cual actúa como antígeno nativo en el sistema de antígenos MNS.1= Exterior del eritrocito 2= Bicapa lipídica. 3= Interior del eritrocito. 4= Extremo carboxi-terminal 5= Extremo amino-terminal. 6="Cabeza" de los antígenos.

El sistema de antígenos MNS es un sistema de grupos sanguíneos humanos basado en dos genes (glicoforina A y glicoforina B) en el cromosoma 4. Actualmente hay 50 antígenos en el sistema, pero los cinco más importantes se denominan M, N, S, s y U.
El sistema se puede considerar como dos grupos separados: los antígenos M y N están en un lugar en la ECM y S, s y U están en un lugar estrechamente relacionado. Los dos grupos están ubicados muy juntos en el cromosoma 4 y se heredan como un haplotipo.

## El grupo sanguíneo MN
El grupo sanguíneo MN en humanos está bajo el control de un par de alelos co-dominantes , L M y L N. La mayoría de las personas de la población inuit son M/M, mientras que este genotipo es raro entre los aborígenes australianos. De hecho, tienden a poseer el genotipo opuesto (N/N).
El sistema de grupos sanguíneos MN está bajo el control de un locus autosómico que se encuentra en el cromosoma 4, con dos alelos denominados LM y LN. El tipo de sangre se debe a una glicoproteína presente en la superficie de un glóbulo rojo (RBC), que se comporta como un antígeno nativo. La expresión fenotípica en este locus es codominante porque un individuo puede exhibir una o ambas sustancias antigénicas. Las frecuencias de los dos alelos varían ampliamente entre las poblaciones humanas.
Los glóbulos rojos M+ y N+ son comunes (75% de la población) y las células M+N+ son el genotipo más común (50% de la población). Estos antígenos fueron un descubrimiento temprano y son algunos de los antígenos sanguíneos más antiguos conocidos después del sistema ABO. Fueron descritos por primera vez por Karl Landsteiner y Philip Levine en 1927. Los anticuerpos anti-M y anti-N suelen ser IgM y rara vez se asocian con reacciones transfusionales.
A veces se observa anti-N en pacientes de diálisis debido a reacciones cruzadas con el formaldehído residual de la esterilización del equipo. Esto suele ser irrelevante para la transfusión ya que esta variante del anticuerpo no reacciona a la temperatura corporal.

## Los grupos U y Ss: una visión general
El antígeno S es relativamente común (~55% de la población) y el antígeno s es muy común (~89% de la población). Anti-S y anti-s pueden causar reacciones transfusionales hemolíticas y enfermedad hemolítica del recién nacido. El antígeno U es un antígeno de alta incidencia, presente en más del 99,9% de la población. La U originalmente era la abreviatura de "Universal", aunque este no es el caso. Los glóbulos rojos U negativos se pueden encontrar en personas de ascendencia africana. Esta mutación en la estructura de la superficie de los glóbulos rojos también hace que los glóbulos rojos sean S- y s-. Anti-U se ha asociado tanto con reacciones transfusionales hemolíticas como con enfermedad hemolítica del recién nacido.

## Otros antígenos MNS
Los otros 41 antígenos identificados en el grupo MNS son de baja incidencia, como el He (0,8% de la población) o de alta incidencia, como la EN a (>99,9% de la población).

## Glicoproteínas y genes MNS
Los antígenos del sistema MNS se encuentran en una de dos glicoproteínas: glicoforina A (GPA, CD235A) y glicoforina B (GPB, CD235B). Cada glicoproteína cruza la membrana una vez y tiene un dominio N-terminal externo (que varía en longitud de 44 aminoácidos para GPB a 72 aminoácidos de longitud para GPA) así como un dominio citosólico C-terminal (GPB, 8 aminoácidos de longitud; GPA, 36 aminoácidos de longitud).

## Anticuerpos MNS
- Los anticuerpos MNS muestran la dosis (reaccionan más fuerte contra las células que son homocigóticas frente a las heterocigóticas para el antígeno en cuestión).
- Los anticuerpos anti-M y anti-N son anticuerpos de clase IgM que reaccionan en frío de origen natural.
- Anti-M y anti-N son generalmente clínicamente insignificantes.
- Los anticuerpos anti-S, anti-s y anti-U se adquieren después de la exposición (a través del embarazo o transfusiones anteriores con productos sanguíneos) y son anticuerpos de clase IgG que reaccionan al calor.
- Anti-S, anti-s y anti-U suelen ser clínicamente significativos.[7]